# Angela Tiraboschi
Angela Tiraboschi, vedova Brozzoni (Oltre il Colle, 19 aprile 1910 – Bergamo, 7 maggio 2022), è stata una supercentenaria italiana vissuta 112 anni e 18 giorni.
Dal 16 gennaio al 7 maggio 2022 ha detenuto il titolo di decana d'Italia.

## Biografia
Angela Tiraboschi nacque a Oltre il Colle, un comune della provincia di Bergamo il 19 aprile del 1910, e fu per tutta la vita una casalinga.
Era una grande amante della montagna ed era anche una grande tifosa dell'Atalanta.  Nell'ultimo periodo della sua vita, pur non potendo più camminare a causa di problemi di salute, si era dedicata completamente alla lettura.
Il 16 gennaio 2022, alla morte di Ida Zoccarato, assunse il titolo di decana d'Italia.
Il 19 aprile 2022 compì 112 anni.
Morì nel sonno nella notte del 7 maggio 2022, cedendo il titolo di decana d'Italia a Domenica Ercolani, nata il 3 luglio 1910 e residente a Pesaro.